# Liste des maires de Cagnes-sur-Mer
La liste des maires de Cagnes-sur-Mer présente la liste des maires de la commune française de Cagnes-sur-Mer, située dans le département des Alpes-Maritimes en région Provence-Alpes-Côte d'Azur.

## L'Hôtel de ville

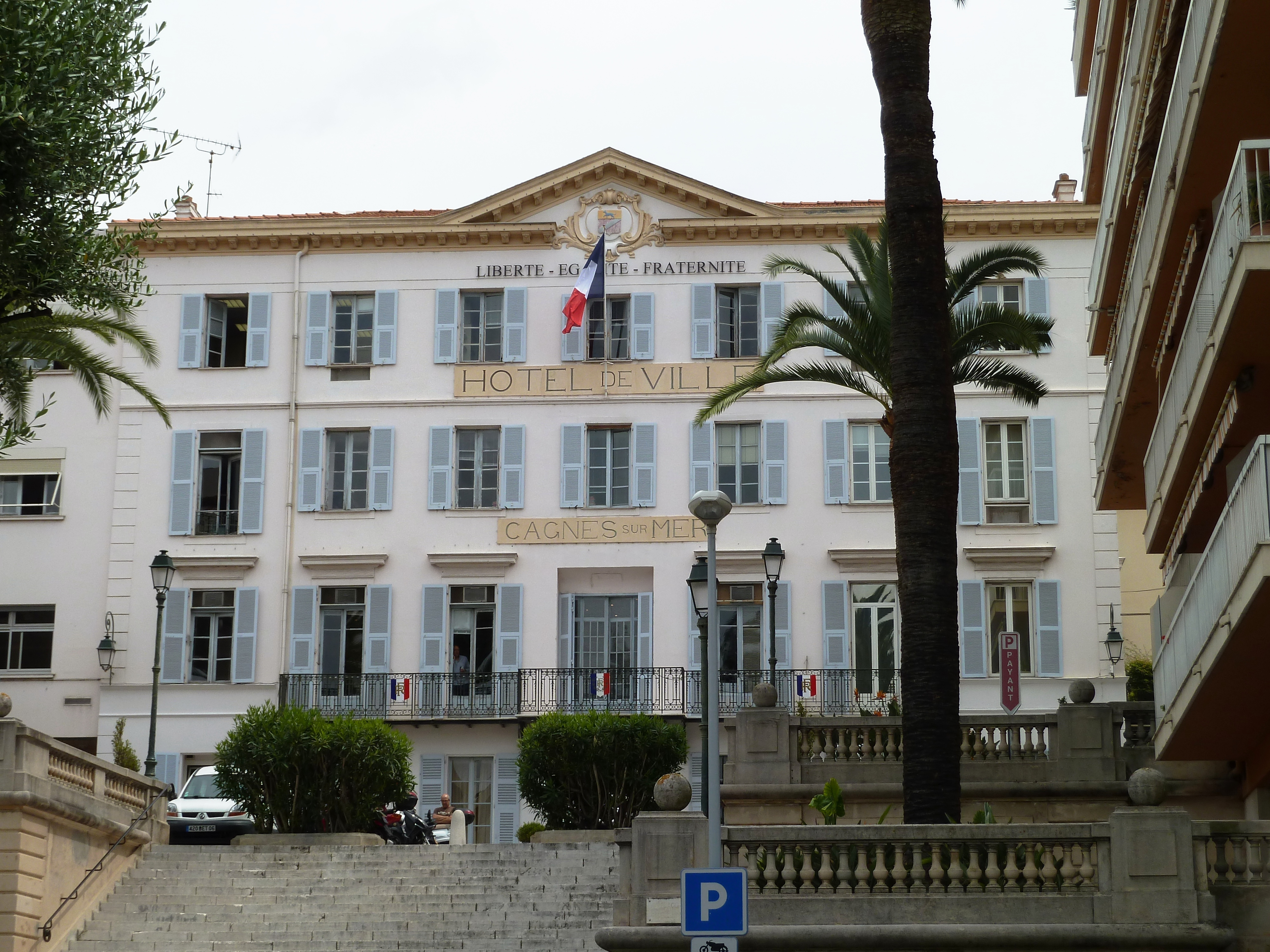
L'hôtel de ville.

## Liste des maires

### Entre 1801 et 1944
| Période                                  | Période     | Identité                   | Étiquette   | Qualité |
| ---------------------------------------- | ----------- | -------------------------- | ----------- | --- |
| Les données manquantes sont à compléter. |             |                            |             | |
| 1801                                     | 1808        | Joseph Davin l'aîné        |             | |
| 1808                                     | 1815        | Antoine Laurent Bérenger   |             | |
| 1815                                     | 1815        | Michel Latty               |             | |
| 1815                                     | 1815        | Antoine Laurent Bérenger   |             | |
| 1815                                     | 1816        | Joseph Davin l'aîné        |             | |
| 1816                                     | 1821        | Jean Joseph Pascal         |             | |
| 1821                                     | 1826        | Joseph Saudier             |             | |
| 1826                                     | 1830        | Jean Joseph Pascal         |             | |
| 1830                                     | 1848        | Jean Giraud                |             | |
| 1848                                     | 1852        | Henri Laurent Bérenger     |             | |
| 1852                                     | 17 mai 1861 | Victor Davin               |             | Décédé en fonction                                                                                                  |
| 1861                                     | 1870        | Joseph Guillaume Davin     |             | |
| 1870                                     | 1874        | Gustave Giraud             |             | |
| 1874                                     | 1912        | Hippolyte Guis             | Républicain | Propriétaire, agronome Conseiller général de Vence (1880 → 1881) Conseiller général de Cagnes-sur-Mer (1881 → 1883) |
| 1912                                     | 1919        | Ferdinand Deconchy         |             | Artiste peintre |
| 1919                                     | 1919        | Hippolyte Guis             |             | |
| 1919                                     | 1925        | Joseph Maurel              |             | Médecin |
| 1925                                     | 1935        | Julien Pasqualini          |             | |
| 1935                                     | 1944        | Hippolyte Vial (1881-1957) |             | Capitaine de frégate Nommé conseiller départemental en 1943                                                         |

### Depuis 1944
Depuis la Libération, sept maires se sont succédé à la tête de la commune.
| Période       | Période        | Identité             | Étiquette             | Qualité |
| ------------- | -------------- | -------------------- | --------------------- | --- |
| août 1944     | mai 1953       | Louis Négro          | SFIO                  | Conseiller général de Cagnes-sur-Mer (1945 → 1951) |
| mai 1953      | 1956           | Hippolyte Vial       |                       | Capitaine de frégate |
| 1956          | mars 1959      | Louis Négro          | SFIO                  | Conseiller général de Cagnes-sur-Mer (1945 → 1951) |
| mars 1959     | 1961           | Édouard Robion       |                       | Décédé en fonction |
| 1961          | février 1983   | Pierre Sauvaigo      | UNR puis UDR puis RPR | Avocat Député des Alpes-Maritimes (6e circ.) (1973 → 1983) Conseiller général de Cagnes-sur-Mer (1963 → 1983) Décédé en fonction                                            |
| mars 1983     | septembre 1984 | Jean-Raymond Giacosa | UDF                   | Ancien premier adjoint Décédé en fonction |
| décembre 1984 | juin 1995      | Suzanne Sauvaigo     | RPR                   | Avocate Députée des Alpes-Maritimes (6e circ.) (1988 → 1997) Conseillère générale de Cagnes-sur-Mer-Ouest (1983 → 1988) Élue à la suite d'une élection municipale partielle |
| juin 1995     | En cours       | Louis Nègre          | RPR puis UMP-LR       | Ancien professeur d'EPS Sénateur des Alpes-Maritimes (2008 → 2017) Conseiller général de Cagnes-sur-Mer-Centre (1998 → 2008)                                                |

À la suite de la démission collective du conseil municipal, une élection municipale partielle a eu lieu en février 1998, amenant à la réélection de Louis Nègre.

## Résultats des élections municipales

### Élection municipale de 2020
|                                                    | Louis Nègre *            | LR-UDI                   | 4 034  | 39,81  | 4 739  | 47,86  | 34 | 7  |  |  |  |
| Pour Cagnes, Louis Negre l'exigence du futur       |                          |                          | 4 034  | 39,81  | 4 739  | 47,86  | 34 | 7  |  |  |  |
|                                                    | Josiane Piret            | DVD                      | 1 537  | 15,16  | 3 414  | 34,48  | 7  | 2  |  |  |  |
| L'autre voie                                       |                          |                          | 1 537  | 15,16  | 3 414  | 34,48  | 7  | 2  |  |  |  |
|                                                    | Michel Géraud            | EELV-AEI                 | 844    | 8,32   | 3 414  | 34,48  | 7  | 2  |  |  |  |
| Cagnes Écologie                                    |                          |                          | 844    | 8,32   | 3 414  | 34,48  | 7  | 2  |  |  |  |
|                                                    | Philippe Touzeau-Menoni  | UDI                      | 689    | 6,79   | 3 414  | 34,48  | 7  | 2  |  |  |  |
| Oxygène pour Cagnes                                |                          |                          | 689    | 6,79   | 3 414  | 34,48  | 7  | 2  |  |  |  |
|                                                    | Jean-Paul Perez          | RN                       | 1 683  | 16,60  | 1 748  | 17,65  | 4  | 1  |  |  |  |
| Rassemblement cagnois                              |                          |                          | 1 683  | 16,60  | 1 748  | 17,65  | 4  | 1  |  |  |  |
|                                                    | Cédric Garoyan           | PCF-PS                   | 931    | 9,18   |        |        |    |    |  |  |  |
| Cagnes en commun - La gauche écologiste rassemblée |                          |                          | 931    | 9,18   |        |        |    |    |  |  |  |
|                                                    | Philippe Mojica          | LREM-UDE                 | 415    | 4,09   |        |        |    |    |  |  |  |
| Créer du lien, créer du bien                       |                          |                          | 415    | 4,09   |        |        |    |    |  |  |  |
|                                                    |                          |                          |        |        |        |        |    |    |  |  |  |
| Votes valides                                      | Votes valides            | Votes valides            | 10 133 | 96,44  | 9 901  | 96,05  |    |    |  |  |  |
| Votes blancs                                       | Votes blancs             | Votes blancs             | 107    | 1,02   | 252    | 2,44   |    |    |  |  |  |
| Votes nuls                                         | Votes nuls               | Votes nuls               | 267    | 2,54   | 155    | 1,50   |    |    |  |  |  |
| Total                                              | Total                    | Total                    | 10 507 | 100,00 | 10 308 | 100,00 | 45 | 10 |  |  |  |
| Abstentions                                        | Abstentions              | Abstentions              | 23 216 | 68,84  | 23 415 | 69,43  |    |    |  |  |  |
| Inscrits / Participation                           | Inscrits / Participation | Inscrits / Participation | 33 723 | 31,16  | 33 723 | 30,57  |    |    |  |  |  |
| * Liste du maire sortant                           |                          |                          |        |        |        |        |    |    |  |  |  |

### Élection municipale de 2014
|                                                       | Louis Nègre *        | UMP              | 9 767  | 52,61  | 34 | 8 |  |  |
| Pour Cagnes avec Louis Nègre                          |                      |                  | 9 767  | 52,61  | 34 | 8 |  |  |
|                                                       | Gerard Vanderborck   | FN               | 4 520  | 24,34  | 5  | 1 |  |  |
| Cagnes bleu Marine                                    |                      |                  | 4 520  | 24,34  | 5  | 1 |  |  |
|                                                       | Michel Santinelli    | FG               | 2 120  | 11,41  | 2  | 0 |  |  |
| Cagnes pour tous avec Michel Santinelli et son équipe |                      |                  | 2 120  | 11,41  | 2  | 0 |  |  |
|                                                       | Jean-Antoine Burroni | DVD              | 1 179  | 6,35   | 1  | 0 |  |  |
| La nouvelle liste                                     |                      |                  | 1 179  | 6,35   | 1  | 0 |  |  |
|                                                       | Michel Ghertman      | PS-PRG-EELV (UG) | 978    | 5,26   | 1  | 0 |  |  |
| Mieux vivre à Cagnes-sur-Mer, Yes… oui… Cagnes !      |                      |                  | 978    | 5,26   | 1  | 0 |  |  |
|                                                       |                      |                  |        |        |    |   |  |  |
| Inscrits                                              | Inscrits             | Inscrits         | 34 198 | 100,00 |    |   |  |  |
| Abstentions                                           | Abstentions          | Abstentions      | 15 146 | 44,29  |    |   |  |  |
| Votants                                               | Votants              | Votants          | 19 052 | 55,71  |    |   |  |  |
| Blancs et nuls                                        | Blancs et nuls       | Blancs et nuls   | 488    | 2,56   |    |   |  |  |
| Exprimés                                              | Exprimés             | Exprimés         | 18 564 | 97,44  |    |   |  |  |
| * Liste du maire sortant                              |                      |                  |        |        |    |   |  |  |

### Élection municipale de 2008
|                                      | Louis Nègre *     | UMP-DVD         | 10 176 | 56,17  | 34 |  |  |  |
| Liste Louis Nègre                    |                   |                 | 10 176 | 56,17  | 34 |  |  |  |
|                                      | Michel Santinelli | PCF-PS-MRC (UG) | 4 141  | 22,86  | 5  |  |  |  |
| La gauche unie rassemble les Cagnois |                   |                 | 4 141  | 22,86  | 5  |  |  |  |
|                                      | Monique Lartigue  | FN              | 2 139  | 11,81  | 2  |  |  |  |
| Et pourquoi pas nous                 |                   |                 | 2 139  | 11,81  | 2  |  |  |  |
|                                      | Jasmine Cavenel   | MoDem           | 1 660  | 9,16   | 2  |  |  |  |
| Cagnes démocrate                     |                   |                 | 1 660  | 9,16   | 2  |  |  |  |
|                                      |                   |                 |        |        |    |  |  |  |
| Inscrits                             | Inscrits          | Inscrits        | 31 902 | 100,00 |    |  |  |  |
| Abstentions                          | Abstentions       | Abstentions     | 13 265 | 41,58  |    |  |  |  |
| Votants                              | Votants           | Votants         | 18 637 | 58,42  |    |  |  |  |
| Blancs ou nuls                       | Blancs ou nuls    | Blancs ou nuls  | 521    | 2,80   |    |  |  |  |
| Exprimés                             | Exprimés          | Exprimés        | 18 116 | 97,20  |    |  |  |  |
| * Liste du maire sortant             |                   |                 |        |        |    |  |  |  |

### Élection municipale de 2001
|                          |                   |                 |              |              |             |             |        |  |  |
| Tête de liste            | Tête de liste     | Liste           | Premier tour | Premier tour | Second tour | Second tour | Sièges |  |  |
| Tête de liste            | Tête de liste     | Liste           | Voix         | %            | Voix        | %           | CM     |  |  |
|                          | Louis Nègre *     | RPR-UDF (UD)    | 7 082        | 45,63        | 8 377       | 54,55       | 34     |  |  |
|                          | Michel Santinelli | PCF-PS (G. pl.) | 2 953        | 19,03        | 4 005       | 26,08       | 5      |  |  |
|                          | Monique Lartigue  | FN              | 1 604        | 10,34        | 2 974       | 19,37       | 4      |  |  |
|                          | M. Tortet         | RPF             | 1 156        | 7,45         |             |             |        |  |  |
|                          | Bernard Gamain    | DVD             | 1 055        | 6,80         |             |             |        |  |  |
|                          | Martine Charrac   | MNR             | 900          | 5,80         |             |             |        |  |  |
|                          | Pierre Piacentini | DVD             | 769          | 4,96         |             |             |        |  |  |
|                          |                   |                 |              |              |             |             |        |  |  |
| Inscrits                 | Inscrits          | Inscrits        | 27 974       | 100,00       | 27 974      | 100,00      |        |  |  |
| Abstentions              | Abstentions       | Abstentions     | 11 920       | 42,61        | 11 985      | 42,84       |        |  |  |
| Votants                  | Votants           | Votants         | 16 054       | 57,39        | 15 989      | 57,16       |        |  |  |
| Blancs ou nuls           | Blancs ou nuls    | Blancs ou nuls  | 535          | 3,33         | 633         | 3,96        |        |  |  |
| Exprimés                 | Exprimés          | Exprimés        | 15 519       | 96,67        | 15 356      | 96,04       |        |  |  |
| * Liste du maire sortant |                   |                 |              |              |             |             |        |  |  |

### Élection municipale partielle de 1998
| Tête de liste            | Tête de liste        | Liste                 | Premier tour | Premier tour | Second tour | Second tour | Sièges |
| Tête de liste            | Tête de liste        | Liste                 | Voix         | %            | Voix        | %           | CM     |
| ------------------------ | -------------------- | --------------------- | ------------ | ------------ | ----------- | ----------- | ------ |
|                          | Louis Nègre *        | DVD                   | 4 248        | 29,18        | 6 458       | 42,64       | 31     |
|                          | Jean-Paul Ripoll     | FN                    | 2 788        | 19,15        | 3 275       | 21,62       | 5      |
|                          | Georges Boisseau     | DVD                   | 2 266        | 15,56        | 3 216       | 21,23       | 4      |
|                          | Michel Santinelli    | PCF-PS-Verts (G. pl.) | 2 182        | 14,99        | 2 196       | 14,50       | 3      |
|                          | Jean-Antoine Burroni | RPR                   | 1 483        | 10,18        |             |             |        |
|                          | Marie-Anger Riger    | UDF                   | 1 197        | 8,22         |             |             |        |
|                          | Monique Lartigue     | CNIP                  | 392          | 2,69         |             |             |        |
|                          |                      |                       |              |              |             |             |        |
| Inscrits                 | Inscrits             | Inscrits              | 25 925       | 100,00       | 25 911      | 100,00      |        |
| Abstentions              | Abstentions          | Abstentions           | 11 166       | 43,07        | 10 531      | 40,64       |        |
| Votants                  | Votants              | Votants               | 14 759       | 56,93        | 15 380      | 59,36       |        |
| Blancs ou nuls           | Blancs ou nuls       | Blancs ou nuls        | 203          | 1,37         | 235         | 1,53        |        |
| Exprimés                 | Exprimés             | Exprimés              | 14 556       | 98,62        | 15 145      | 98,47       |        |
| * Liste du maire sortant |                      |                       |              |              |             |             |        |

### Élection municipale de 1995
| Tête de liste                | Tête de liste      | Liste          | Premier tour | Premier tour | Second tour | Second tour | Sièges |
| Tête de liste                | Tête de liste      | Liste          | Voix         | %            | Voix        | %           | CM     |
| ---------------------------- | ------------------ | -------------- | ------------ | ------------ | ----------- | ----------- | ------ |
|                              | Louis Nègre        | DVD            | 4 884        | 29,86        | 9 647       | 51,78       | 33     |
|                              | Suzanne Sauvaigo * | RPR (UD)       | 4 675        | 28,58        | 4 982       | 26,74       | 6      |
|                              | Straforelly        | PCF-PS (UG)    | 2 818        | 17,23        | 2 259       | 12,12       | 2      |
|                              | Charrac            | FN             | 2 458        | 15,03        | 1 740       | 9,34        | 2      |
|                              | Bertozzi           | DVD            | 787          | 4,81         |             |             |        |
|                              | Le Guillou         | DVD            | 731          | 4,47         |             |             |        |
|                              |                    |                |              |              |             |             |        |
| Inscrits                     | Inscrits           | Inscrits       | 27 637       | 100,00       | 27 608      | 100,00      |        |
| Abstentions                  | Abstentions        | Abstentions    | 10 953       | 39,63        | 8 773       | 31,77       |        |
| Votants                      | Votants            | Votants        | 16 684       | 60,37        | 18 835      | 68,23       |        |
| Blancs ou nuls               | Blancs ou nuls     | Blancs ou nuls | 331          | 1,98         | 207         | 1,10        |        |
| Exprimés                     | Exprimés           | Exprimés       | 16 353       | 98,01        | 18 628      | 98,90       |        |
| * Liste de la maire sortante |                    |                |              |              |             |             |        |

### Élection municipale de 1989
| Tête de liste                | Tête de liste      | Liste           | Premier tour | Premier tour | Second tour | Second tour | Sièges  |
| Tête de liste                | Tête de liste      | Liste           | Voix         | %            | Voix        | %           | CM      |
| ---------------------------- | ------------------ | --------------- | ------------ | ------------ | ----------- | ----------- | ------- |
|                              | Suzanne Sauvaigo * | RPR-UDF (UD)    | 5 168        | 32,98        | 7 064       | 41,18       | 28      |
|                              | Albert Peyron      | FN-DVD          | 3 476        | 22,18        | 6 132       | 35,74       | 7       |
|                              | André Picard       | PS              | 2 629        | 16,78        | 3 957       | 23,06       | 4       |
|                              | Henri Dimeglio     | DVD (RPR diss.) | 2 138        | 13,64        | Retrait     | Retrait     | Retrait |
|                              | Thomas             | DVD             | 1 286        | 8,20         |             |             |         |
|                              | Lucien Iengo       | PCF             | 970          | 6,19         |             |             |         |
|                              |                    |                 |              |              |             |             |         |
| Inscrits                     | Inscrits           | Inscrits        | 26 197       | 100,00       | 26 197      | 100,00      |         |
| Abstentions                  | Abstentions        | Abstentions     | 10 196       | 38,92        | 8 589       | 32,78       |         |
| Votants                      | Votants            | Votants         | 16 001       | 61,08        | 17 608      | 67,22       |         |
| Blancs ou nuls               | Blancs ou nuls     | Blancs ou nuls  | 334          | 1,27         | 455         | 1,73        |         |
| Exprimés                     | Exprimés           | Exprimés        | 15 667       | 59,80        | 17 153      | 65,47       |         |
| * Liste de la maire sortante |                    |                 |              |              |             |             |         |

### Élection municipale partielle de 1984
| Tête de liste | Tête de liste    | Liste              | Premier tour | Premier tour | Second tour | Second tour | Sièges | Sièges |
| Tête de liste | Tête de liste    | Liste              | Voix         | %            | Voix        | %           | CM     |        |
| ------------- | ---------------- | ------------------ | ------------ | ------------ | ----------- | ----------- | ------ | ------ |
|               | Suzanne Sauvaigo | RPR-UDF (Un. opp.) | 4 976        | 38,01        | 5 221       | 40,85       | 28     |        |
|               | Mlle Thomas      | DVD                | 2 998        | 22,90        | 4 981       | 38,98       | 7      |        |
|               | M. Meny          | FN-CNIP            | 2 369        | 18,09        | 2 576       | 20,15       | 4      |        |
|               | M. Le Scornet    | PCF                | 1 149        | 8,77         |             |             |        |        |
|               | André Picard     | PS-DVG             | 959          | 7,32         |             |             |        |        |
|               | M. Roux          | Écol.              | 639          | 4,88         |             |             |        |        |
|               |                  |                    |              |              |             |             |        |        |
| Inscrits      | Inscrits         | Inscrits           | 23 135       | 100,00       | 23 121      | 100,00      |        |        |
| Abstentions   | Abstentions      | Abstentions        | 9 755        | 42,16        | 9 715       | 42,02       |        |        |
| Votants       | Votants          | Votants            | 13 380       | 57,83        | 13 406      | 57,98       |        |        |
| Nuls          | Nuls             | Nuls               | 290          | 1,25         | 628         | 2,71        |        |        |
| Exprimés      | Exprimés         | Exprimés           | 13 090       | 56,58        | 12 778      | 55,26       |        |        |

### Élection municipale de 1983
|                          | Pierre Sauvaigo * | RPR-UDF-DVD (Un. opp.) | 11 972 | 71,13  | 34 |  |  |  |
|                          | André Picard      | PS-PCF (Un. g.)        | 4 859  | 28,86  | 5  |  |  |  |
|                          |                   |                        |        |        |    |  |  |  |
| Inscrits                 | Inscrits          | Inscrits               | 23 734 | 100,00 |    |  |  |  |
| Abstentions              | Abstentions       | Abstentions            | 6 501  | 27,39  |    |  |  |  |
| Votants                  | Votants           | Votants                | 17 233 | 72,61  |    |  |  |  |
| Nuls                     | Nuls              | Nuls                   | 402    | 1,69   |    |  |  |  |
| Exprimés                 | Exprimés          | Exprimés               | 16 831 | 70,91  |    |  |  |  |
| * Liste du maire sortant |                   |                        |        |        |    |  |  |  |

N.B. – Pierre Sauvaigo, député-maire sortant, est décédé en fonction le 28 février 1983.